# Alessandro Santos
Alessandro Santos (* 20. červenec 1977) je japonský fotbalista.

## Reprezentace
Alessandro Santos odehrál 82 reprezentačních utkání. S japonskou reprezentací se zúčastnil Mistrovství světa 2002, 2006.

## Statistiky
| Japonsko | Japonsko | Japonsko |
| Roky     | Záp.     | Góly     |
| -------- | -------- | -------- |
| 2002     | 9        | 1        |
| 2003     | 15       | 1        |
| 2004     | 22       | 2        |
| 2005     | 17       | 1        |
| 2006     | 19       | 2        |
| Celkem   | 82       | 7        |